# Lijst van nummer 1-hits in Finland in 2014
Deze hits stonden in 2014 op nummer 1 in  de Suomen virallinen lista, de bekendste hitlijst in Finland.
| Week | Artiest                               | Titel                            |
| ---- | ------------------------------------- | -------------------------------- |
| 1    | Pitbull & Ke$ha                       | Timber                           |
| 2    | Pitbull & Ke$ha                       | Timber                           |
| 3    | OneRepublic                           | Counting stars                   |
| 4    | Pitbull & Ke$ha                       | Timber                           |
| 5    | Pitbull & Ke$ha                       | Timber                           |
| 6    | Tuomas Kauhanen & Mikko               | Pummila tallinnaan               |
| 7    | JVG & Anna Abreu                      | Huominen on huomenna             |
| 8    | JVG & Anna Abreu                      | Huominen on huomenna             |
| 9    | JVG & Anna Abreu                      | Huominen on huomenna             |
| 10   | JVG & Anna Abreu                      | Huominen on huomenna             |
| 11   | Clean Bandit & Jess Glynne            | Rather be                        |
| 12   | Clean Bandit & Jess Glynne            | Rather be                        |
| 13   | Clean Bandit & Jess Glynne            | Rather be                        |
| 14   | The Chainsmokers                      | #Selfie                          |
| 15   | Clean Bandit & Jess Glynne            | Rather be                        |
| 16   | Calvin Harris                         | Summer                           |
| 17   | Calvin Harris                         | Summer                           |
| 18   | David Guetta, Showtek & Vassy         | Bad                              |
| 19   | David Guetta, Showtek & Vassy         | Bad                              |
| 20   | David Guetta, Showtek & Vassy         | Bad                              |
| 21   | David Guetta, Showtek & Vassy         | Bad                              |
| 22   | Kasmir                                | Vadelmavene                      |
| 23   | Kasmir                                | Vadelmavene                      |
| 24   | Robin                                 | Kesärenkaat                      |
| 25   | Robin                                 | Kesärenkaat                      |
| 26   | Kasmir                                | Vadelmavene                      |
| 27   | Diandra                               | Paha poika                       |
| 28   | Teflon Brothers                       | Maradona (Kesä '86)              |
| 29   | Teflon Brothers                       | Maradona (Kesä '86)              |
| 30   | Teflon Brothers                       | Maradona (Kesä '86)              |
| 31   | David Guetta & Sam Martin             | Lovers on the sun                |
| 32   | David Guetta & Sam Martin             | Lovers on the sun                |
| 33   | Lilly Wood & The Prick & Robin Schulz | Prayer in C (Robin Schulz remix) |
| 34   | Lilly Wood & The Prick & Robin Schulz | Prayer in C (Robin Schulz remix) |
| 35   | Haloo Helsinki                        | Beibi                            |
| 36   | Haloo Helsinki                        | Beibi                            |
| 37   | Lilly Wood & The Prick & Robin Schulz | Prayer in C (Robin Schulz remix) |
| 38   | Calvin Harris & John Newman           | Blame                            |
| 39   | Calvin Harris & John Newman           | Blame                            |
| 40   | Calvin Harris & John Newman           | Blame                            |
| 41   | Elastinen                             | Naurava kulkuri                  |
| 42   | Haloo Helsinki                        | Beibi                            |
| 43   | David Guetta & Sam Martin             | Dangerous                        |
| 44   | Paula Vesala                          | Sori                             |
| 45   | David Guetta & Sam Martin             | Dangerous                        |
| 46   | David Guetta & Sam Martin             | Dangerous                        |
| 47   | Calvin Harris & Ellie Goulding        | Outside                          |
| 48   | Calvin Harris & Ellie Goulding        | Outside                          |
| 49   | Calvin Harris & Ellie Goulding        | Outside                          |
| 50   | Calvin Harris & Ellie Goulding        | Outside                          |
| 51   | Spekti & Tasis                        | Macho fantastico                 |
| 52   | Spekti & Tasis                        | Macho fantastico                 |